# Adwick upon Dearne
Adwick upon Dearne est un village et une paroisse civile du Yorkshire du Sud, en Angleterre.